# Martín de Huarte
Martín de  Huarte (Huarte Araquil ? – San Sebastián, 1677) fue un impresor español del último tercio del siglo XVII, conocido por haber establecido la primera imprenta fija y estable en la provincia de Guipúzcoa.
El primer libro impreso por Huarte en Guipúzcoa  data de 1675 y lleva por título Hidrographia curiosa de la Navegación, obra del portugués Antonio María Carneiro. Esta publicación marca un hito en la historia editorial guipuzcoana, ya que señala el inicio de una actividad tipográfica continuada en la región.
Anteriormente, en 1586, el impresor Pedro de Borgoña editó el primer  libro en Guipúzcoa, pero tuvo una actividad efímera en el territorio.
A la muerte de Huarte en 1677, su viuda, Francisca de Aculodi, junto con sus hijos Bernardo y Pedro, continuaron la labor editorial, dando continuidad al taller de impresión familiar, destacando la impresión en 1691 del primer libro en  euskera imprimido en Guipúzcoa titulado Doctrina cristiana del Bascuence.

## Contexto histórico
Johannes Gutenberg inventó y desarrolló la primera imprenta con tipos móviles hacia el año 1445 en Maguncia, en la actual Alemania. Esta innovación revolucionó la difusión del conocimiento en Europa, permitiendo la producción de libros en serie y a menor costo. La imprenta se expandió rápidamente por el continente y llegó a la Península Ibérica en 1472, marcando el inicio de una nueva era en la historia de la comunicación escrita.
En Guipúzcoa, la implantación de la imprenta fue más tardía en comparación con otras regiones cercanas como Navarra. Esto se debió, en parte, a que la población priorizaba las actividades relacionadas con la subsistencia frente al desarrollo de la vida cultural.
Los libros realizados con el nuevo mecanismo tipográfico antes de 1500 se denominan incunables, por lo que no existen incunables editados en Guipúzcoa.
No obstante, Guipúzcoa conserva una amplia colección de incunables, concretamente 158:  96 en el santuario de Aranzazu, 49 en el Archivo de Protocolos de Oñate, 8 en el monasterio benedictino de Lazcano y 5 en la biblioteca  Koldo Mitxelena .
Escritos en latín y compuestos con letra gótica, en su mayoría fueron impresos en Venecia, Alemania y Países Bajos; tratan sobre temas de geografía, medicina, teología, historia y literatura fundamentalmente.  
La primera imprenta en Gipúzcoa  fue abierta por Pedro de Borgoña en 1585. Se sabe que  fue soldado en Estella y que posteriormente  se trasladó a Pamplona para trabajar con Adrián de Amberes.  Pedro de Borgoña quiso tener éxito por su cuenta así que se trasladó a San Sebastián, donde el Ayuntamiento le dio una ayuda.
Al parecer el negocio no le fue bien, entre otras razones porque las Juntas no le concedieron un sueldo. Por eso, al cabo de un par de años se volvió a Pamplona.   
El primer libro que imprimió en Guipúzcoa, fue :  Devocionario útil y provechoso para todo fiel cristiano datado en 1586 y del que solo se conservan referencias documentales. Fue el primer libro imprimido en Guipúzcoa.

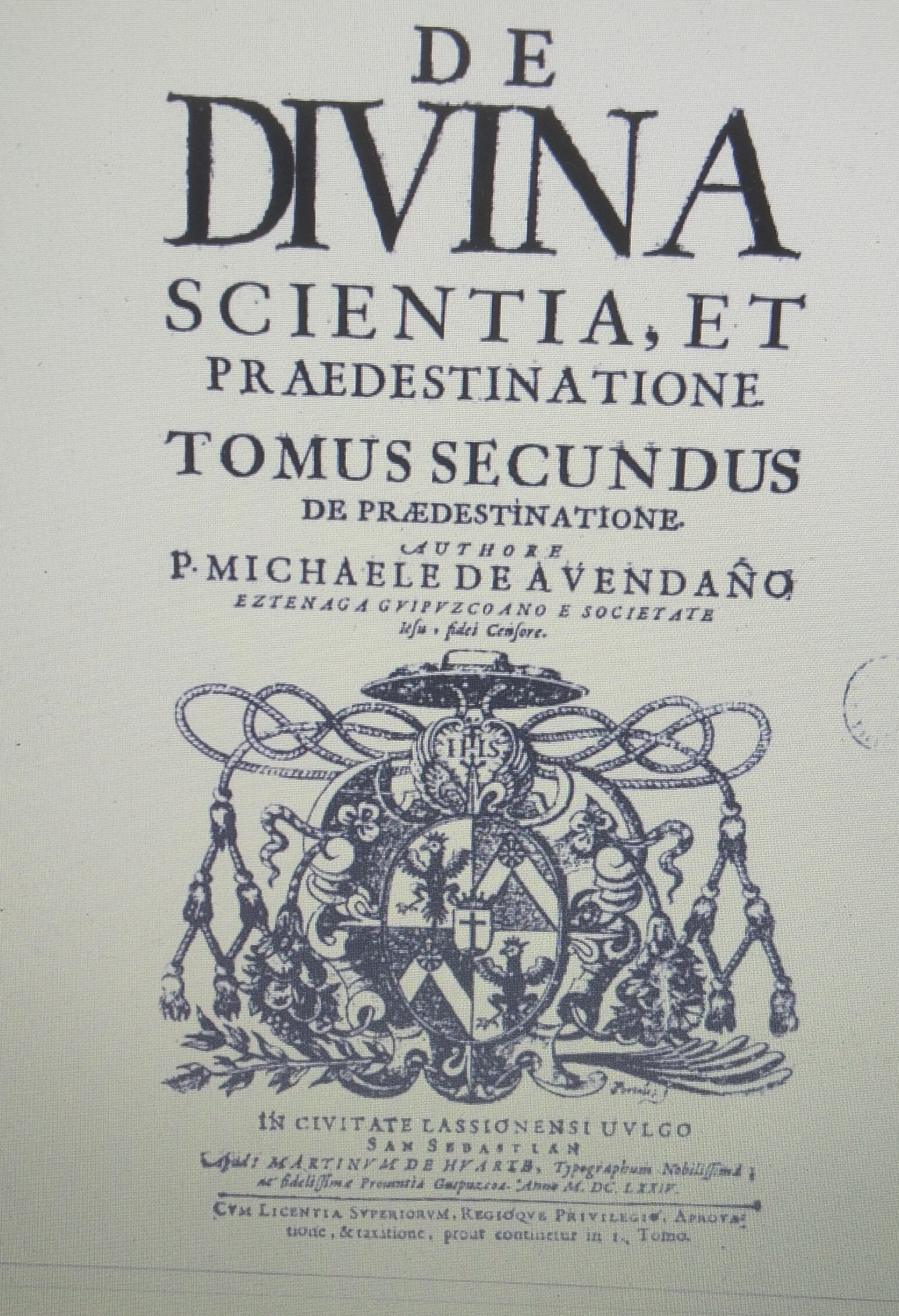
Primeros impresos de Martín de Huarte

El siguiente impresor que se aventuró a montar negocio en Guipúzcoa fue Martín Huarte, pero ya en una época más tardía. 

## Biografía
Procedente  de una familia de Amézqueta (Guipúzcoa),  su lugar de nacimiento fue  Huarte Araquil (Navarra). 
Se instaló en San Sebastián de manera definitiva en 1667 donde  solicitó a la Diputación Foral de Guipúzcoa  el título de impresor de la provincia, que le fue concedido,  con lo que quedó establecida la imprenta en Guipúzcoa.
Su primera obra impresa en Guipúzcoa fue Hidrographia curiosa de la Navegación, obra del portugués Antonio María Carneiro.
Existen catalogadas 19 obras del taller de Martín Huarte depositados fundamentalmente en la Biblioteca del  Santuario de Aránzazu y en  la Biblioteca Nacional.
Sus temas principales eran  devocionarios, catecismos, sermones,  doctrinas o algunas curiosidades como por ejemplo   el 'Pronóstico y lunario para el año del Señor de 1689' compuesto por  Miguel Nostradamus, impreso en San Sebastián por Pedro de Huarte y descendientes.
Se mantuvo al frente de la imprenta hasta su fallecimiento en 1677. En 1678, las Juntas reunidas en Tolosa, nombraron a su viuda, Francisca de Aculodi, impresora con el mismo salario hasta que alguno de sus hijos impresores, Pedro o Bernardo, le sustituyeran.